# Matford F81 e F82
Le Matford F81, F82, F91 e F92 sono quattro modelli di autovettura di fascia alta prodotti dal 1938 al 1939 dalla casa automobilistica franco-statunitense Matford.

## Profilo
Su questi modelli le fonti sono spesso incerte: a volte la F81 e tutte le Matford contemporanee vengono trattate come evoluzioni della Alsace V8, altre volte vengono invece considerate come un nuovo modello.
Di certo si trattava di un modello nuovo nella carrozzeria, che riprendeva quella delle Ford V8 e delle Lincoln Zephyr prodotte tra il 1937 e il 1940 negli USA.
Le prime ad essere lanciate furono le F81 e F82, prodotte sino alla fine del 1938. La meccanica rimase invariata rispetto a quella della gamma Alsace V8. La F81 montava il V8 da 3621 cm³ della potenza massima di 90 CV a 3800 giri/min. La F82 invece montava il V8 da 2225 cm³ in grado di erogare 60 CV.
Anche le sospensioni ad assale rigido erano le stesse della vecchia gamma. Le velocità massime erano rispettivamente di 130 e 120 km/h.
All'inizio del 1939, le F81 e F82 furono rinominate come F91 e F92, ma poche erano le differenze sostanziali. Su entrambi i modelli sparirono le feritoie di raffreddamento sul cofano motore, mentre la versione maggiore beneficiò di un vano posteriore per la ruota di scorta.
Alla fine dello stesso anno, anche questa gamma fu tolta dalla produzione.
Furono gli ultimi modelli della Matford: di lì a poco, infatti, fu sciolto il sodalizio tra Mathis e Ford francese: la prima avrebbe chiuso i battenti per sempre, mentre la seconda aveva già acquisito nel 1938 un vasto terreno a Poissy, dove nel giro di un paio di anni avrebbe eretto un nuovo e più moderno stabilimento: qui, durante la guerra, avrebbe proseguito costruendo mezzi militari con il nuovo marchio di Ford SAF, ma al termine del conflitto si sarebbe riconvertita nella produzione di automobili basate sui vecchi modelli d'anteguerra, prima di essere a sua volta rilevata dalla SIMCA.